# リアリズム法学
リアリズム法学（Legal Realism）とは、20世紀の前葉に興隆した法学革新運動の一つである。当時の主流派は、「形式主義法学」と呼ばれ、①法は、政治といった他の社会的制度から独立したルールの体系であり、②法解釈は、そうしたルールを三段論法等によって論理的・客観的に行われるし、行われるべきであると考えていた。リアリズム法学は、こうした主流派の考えを痛烈に批判し、①法は、政治政策やイデオロギーから独立した中立的ルール等ではなく、また、②法解釈は論理性や客観性を装っているが、現実には裁判官によって実質的な立法が行われているのだ、等と主張した。
「現実主義法学」、「法現実主義」、またそのままカタカナで「リーガル・リアリズム」と表記されることもあるが、本項目上では「リアリズム法学」で統一する（ただし引用は除く）。

## 地域的多様性
一口に「リアリズム法学」といっても、主流派に対する批判を展開するという点は同じであるが、①主流派がどのようなものであるか、②「現実」を示すにあたってどのような知的資源（哲学、社会学、人類学など）に依拠しやすいか、といった点が地域によって変わるため、リアリズム法学の形も地域によって違いが生まれる。アメリカで勃興・発展したリアリズム法学の他に、北欧、フランス、イタリアなどのものがあり、近時は、アジア圏や南米を含め、世界的に拡大しつつある。
本項目では、その中でも最も著名だと考えられる、アメリカに起源を持つリアリズム法学を念頭に叙述する。

## 歴史的背景
多くの運動と同じように、リアリズム法学もまた、複雑な歴史的文脈の中で、多様な知的淵源から生まれてきた運動である。しかし、そうした運動の中においても、リアリズム法学の多様性は著しいものと言わざるを得ない。たとえば、リアリズム法学者と呼ばれる者もほとんどの場合他称であり、自覚的にリアリズム法学者を名乗る者は少なかった。また、独自の学会や団体が形成されることもなかった。それゆえ、リアリズム法学はある種の時代的「空気」にすぎないという見解すら見受けられる。
以上のことに留意しつつ、リアリズム法学の前史として、二人の論者を挙げておく。

### 前史① ホームズ――法予言説
著名な裁判官であり、プラグマティズム法学の泰斗としても知られるオリバー・ウェンデル・ホームズ・ジュニア（Oliver Wendell Holmes, Jr.）の議論が、リアリズム法学の前史の一つとして挙げられる。彼は、19世紀末まで有力であった自然法思想を排し、法学は善悪の問題から切り離されるべきであって、裁判官が実際にどのような解釈を行うかを予言する学問となるべきだとする、「法予言説」を主張した。
それ（法律の研究）が職業であり、人々が彼らのために弁論し、彼らに助言するように法律家に金銭を支払う理由は、私たちのもののような社会においては、一定の場合において、公権力の命令は裁判官に委ねられており、彼らの判決や命令を実行するためにもし必要ならば、すべての国家権力が発揮されるからである。人々は、彼ら自身よりもはるかに強力なものに直面するリスクをどのような状況で、どこまで背負うのかを知りたがるため、この危険がいつ見つけ出されるべきかを見つけることが仕事になる。ならば、私たちの研究の目的は、予言、すなわち裁判所という道具を通した公権力の発生の予言である。
このように、紙の上での法解釈よりも、裁判官の実際の行動に着目する議論をリアリズム法学は引き継ぎ、発展させていくことになる。

### 前史② パウンド――社会学的法学
語学に堪能であったロスコー・パウンド（Roscoe Pound）は、上記のホームズの他、ドイツの法学者であるオイゲン・エールリッヒ（Eugen Ehrlich）の議論に強く影響を受けつつ、「社会学的法学（Sociological Jurisprudence）」を発展させた。彼は、時代の要請を受けつつ動態的に社会的利益を増進するための道具として、法（学）を考えたのである。彼は次のように述べている。
法は安定していなければならないが､ しかし同時に、静止することもできないのである｡ それゆえに､ 〔歴史上の〕あらゆる法思想は､ 安定の必要と変化の必要という、衝突する要請を調和させるために努力してきたのだ。
〔法は、〕その内的な構造の精密さによってではなく、それが達成する結果によって判断されなければならない。それは、その論理的なプロセスの美しさや、それがその基礎と見なすドグマからそのルールが生じる厳密さによってではなく、それがその目的を達成する程度によって評価されなければならない。
パウンドは、リアリズム法学が興隆するにつれ、リアリズム法学を痛烈に批判することになるが、元来その主張の主旨は、リアリズム法学と通底するものであると考えられる。

### 社会的文脈
前史に続き、リアリズム法学興隆の社会的文脈について触れる。19世紀末から20世紀初頭にかけて、保守的な裁判官らによって、進歩的な立法が違憲とされ、無効とされており、司法に対し大きな不満がたまっていた。たとえば、その象徴的事件とされる、1905年の「ロックナー対ニューヨーク州事件」では、パン屋で労働する者を保護するために最大労働時間を規制する法律が無効にされ、1923年の「アドキンス対子供病院事件」では、最低賃金を定める法律が無効とされた。
加えて、1929年の大恐慌により、ニュー・ディール政策による治癒が求められるところであったが、連邦裁は政治からの法の独立を強調し、ニュー・ディール政策による立法を阻害していた。法の政策性を強調するリアリズム法学は、こうした時代背景の影響を受けて力を付けたのであり、現に多くのリアリズム法学者と呼ばれる人の多くが、ニュー・ディールを指揮したフランクリン・ルーズベルト（Franklin Roosevelt）政権下でスタッフとして働いていたのである。

## 理論

### 共通の特徴
先に述べたように、リアリズム法学は非常に多様な運動であり、運動であると呼べるかについても論争のあるところであるが、代表的論者の一人であるカール・ルウェリン（Karl Llewellyn）によって、九つの理論的特徴を抽出されている。ルウェリンの整理をさらに敷衍した上で、一つ特徴を加えた、法哲学者の森村進の解説を以下に引用しておく。
1. 「流動的な法、司法による法創造という観念」
2. 「目的それ自体ではなく、社会的目的のための手段としての法という観念」
3. 「法よりも急速な流動的な社会という観念」
4. 「研究目的のための、一次的な『である』と『べし』の分離」
5. 「裁判所や人々が現実に行っていることを記述する限りでの、伝統的な法的ルール・原理への不信」
6. 「伝統的で指令的なルール定式化は判決を生みだす際の決定的なファクターだ、という理論への不信」
7. 「判決と法制度を従来よりも狭いカテゴリーに分類することが大切だ、という信念。言葉の上で単純なルールへの不信」
8. 「法のいかなる部分であれ、その効果によって評価すること」
9. 「この線に沿った、法の諸問題への一貫した綱領的な攻撃」
10. 「権利そのものよりもその救済方法（remedy）を重視」

### 類型・対立
リアリズム法学内の多様性に鑑み、リアリズム法学をいくつかの類型に分けた上で、内的な対立の存在が主張されることも少なくない。ここでは、リアリズム法学の代表格として語られることの多い、ジェローム・フランク（Jerome Frank）とルウェリンの議論の対立を取り上げる。

#### フランク――事実懐疑主義
フランクは、法ルールに事件の事実を掛け合わせれば、客観的な判決が導出できるという図式、すなわちR（legal rule）×F（facts of case）＝D（court’s decision）を否定し、代わって、次のような式を提示する。
S(stimuli) × P(personality) ＝ D(court’s decision)
すなわち、フランクは、事件の真偽の中で裁判官に与えられる刺激(stimuli)が、裁判官の主義・信条・偏見等と掛け合わせられることにより、判決がなされると考えたのである。これは法解釈の論理操作についての批判を超え、事実認定にまで及ぶものであるから、「事実懐疑主義(fact-skepticism)」と呼ばれる。こうした状況下においては、法的安定性（判決の予測可能性等）など求めるべくもないのであり、フランクはフロイト（Sigmund Freud）の精神分析等を用いつつ、法的安定性を求めようとする人々を揶揄した。

#### ルウェリン――ルール懐疑主義
一方ルウェリンは、フランクの著書の書評において、法解釈の演繹性を否定することについてはフランクに賛同しつつも、事実認定にまで懐疑を及ぼすことに難色を示した。彼のこうしたフランクに比して穏健な考えは、フランクの事実懐疑主義に対し、「ルール懐疑主義（rule-skepticism）」と呼ばれる。さらにルウェリンは、こうした演繹性の否定が必ずしも明文ルールの存在意義の否定や法的安定性の破壊をもたらすとは考えておらず、裁判所内の慣行といった経験的事実を観察することで、法の予測は十分に可能であると考え、自然科学・社会科学へと接近した。

## その後の影響
こうしたリアリズム法学の主張は、アメリカにおいて大きな論争を巻き起こして形式主義法学に対して変容を迫るものであった。そして、リアリズム法学は、論争の中で実際に一定の受容がなされ、折衷的に、1950年代から60年代にかけて力を持ったヘンリー・ハート(Henry Hart)らのプロセス法学(Legal Process)等に受け継がれることになる。
また、リアリズム法学は、戦後GHQの指導下にあったこと等から日本にも流入し、経験的事実の観察を重視する「経験法学研究会」設立の契機の一つとなった。本研究会は、民法学者の川島武宜と法哲学者の碧海純一が中心となって、東京大学において設立したものであり、そこでの議論・人脈が後の日本の法学界に対して大きな影響を与えることになった。
こうして、「いまや我々は皆リアリズム法学者である(We are all legal realists now)」などと述べられるようになるが、1970年代後半になると、その継受が実質的に不徹底で歪められたものであることを問題視して、リアリズム法学の再興・再考を掲げる批判法学(Critical Legal Studies)が勃興し、新たに注目されるようになる。また、経験的事実の重視という側面を強調し、最新の社会科学の知見を取り入れることでリアリズム法学の再興を図る「新リアリズム法学（New Legal Realism）」といった学派や、批判法学とほぼ同時期に勃興し、リアリズム法学の継受を訴えた「法と経済学(Law and Economics)」といった学派も、盛んに論じられている。リアリズム法学の可能性は、まだ十分に検討され尽くしてはいないのである。